# Hilda (série télévisée d'animation)
Pour les articles homonymes, voir Hilda.
Hilda est une série d'animation britannico-canado-américaine basée sur la bande dessinée du même nom par Luke Pearson. Produite par Silvergate Médias et Mercury Filmworks, la série dépeint les aventures de l'intrépide Hilda, une petite fille aux cheveux bleus accompagnée de son fidèle Brindille, qui déménage à Trollbourg, où elle réussit à sympathiser même avec les monstres les plus dangereux.
La série a été diffusée le 21 septembre 2018 en tant qu'exclusivité Netflix,,. Les deux premiers épisodes ont été diffusés en première mondiale lors du New York International Children's Film Festival (en), le 25 février 2018.
En octobre 2018, la série a été renouvelée pour une deuxième saison, diffusée en 2020. La troisième et dernière saison a été annoncée le 23 novembre 2021.
La série est aussi diffusée à partir du 3 septembre 2022 sur Cartoon Network France.

## Synopsis
La série se déroule dans un univers qui ressemble à la Norvège de la fin du XXe siècle, mêlant humains et créatures fantastiques, et suit les aventures d'Hilda, une petite fille aux cheveux bleus, qui a grandi dans une vallée isolée avec sa mère et son fidèle Brindille, un animal tenant à la fois du renard et du daim (un « renard-cerf »). Après un conflit avec les créatures magiques vivant autour de leur maison, elles déménagent à la ville de Trollbourg, accompagnées du petit elfe Alfur, avec qui Hilda s'est liée d'amitié. Alors qu'Hilda était réticente à vivre en ville, elle se fait bientôt deux nouveaux amis, Frida et David, et découvre que Trollbourg pourrait se révéler plus intéressante à explorer qu'elle ne le pensait.

## Distribution

### Voix originales
- Bella Ramsey : Hilda[7]
- Daisy Haggard : Johanna (la mère d'Hilda)
- Ameerah Falzon-Ojo : Frida
- Oliver Nelson : David
- Ilan Galkoff : David (chant)
- Rasmus Hardiker : Alfur Aldric
- Kaisa Hammarlund : voix additionnelles
- Reece Pockney : Trevor, voix additionnelles
- Simon Greenall : voix additionnelles
- Ako Mitchell : le Bonhomme de bois[8],[9], voix additionnelles
- Claire Skinner : voix additionnelles
- Nina Sosanya : voix additionnelles
- Ólafur Darri Ólafsson : voix additionnelles

### Voix françaises
- Jaynelia Coadou-Keita : Hilda
- Flora Brunier : Johanna (la mère d'Hilda)
- Leslie Lipkins : Frida
- Dorothée Pousséo : David (saison 1 et 2)
- Tom Trouffier : David (saison 3)
- Tony Marot : Alfur
- Déborah Perret : Cindworm, Victoria Van Gale
- Jean-Claude Donda : le maire du peuple minuscule, le roi des rats
- Blanche Ravalec : Mme Hallgrim, Ian, Tildy
- Thibaut Lacour : le géant de la forêt, Bartel, Gil
- Claire Baradat : Kelly
- Benoît Allemane : Jorgen
- Yannick Blivet : le corbeau
- Martial Le Minoux : Kert
- Jérémy Bardeau : Alvin
- Laurent Maurel : le gardien du clocher, Knudsen
- Aude Saintier : Gerda Gustav
- Lisa Caruso : Marra
- Michel Dodane : Erik Ahlberg
- Antoine Schoumsky : le Draugen maigre
- Brigitte Virtudes : Capitaine Draugen
- Fily Keita : la bibliothécaire, Adeline
- Sylvain Lemarié : Torgund
- Thierry Kazazian : Tontu
- Bertrand Nadler : Brindille
- Lionel Henry : Ostenfeld
- Thierry Desroses : Aloysius

- Version française
  - Studio de doublage : BTI Studios (saison 1), Iyuno Média Group (saison 2)
  - Direction artistique : Blanche Ravalec[10]
  - Adaptation : Anne Estève

## Épisodes

### Saison 1 (2018)
Tous les épisodes de la saison 1 ont été diffusés le 21 septembre 2018 sur Netflix.
| № | Titre                                 | Titre original                     | Écriture          |
| --- | ------------------------------------- | ---------------------------------- | ----------------- |
| 1 | Chapitre 1 : le peuple caché          | Chapter 1: The Hidden People       | Stephanie Simpson |
| Cet épisode introduit le monde dans lequel vit Hilda ainsi que les principaux protagonistes : sa mère, son « renard-cerf » et elle-même. Les concepts et personnages secondaires, comme les trolls de pierre, le bonhomme de bois, ainsi que les elfes. Ces elfes menacent Hilda et sa mère de détruire la maison dans la campagne où elles vivent. Un elfe, se faisant nommer Alfur veut présenter à Hilda le peuple des elfes qui s'avère habiter à côté de chez Hilda. Elle comprend donc les raisons des menaces et essaye avec Alfur de régler cette situation. |                                       |                                    |                   |
| 2 | Chapitre 2 : le géant de minuit       | Chapter 2: The Midnight Giant      | Stephanie Simpson |
| Alors que les négociations pour arrêter les menaces de la part des elfes se poursuivent, Hilda remarque qu'un humanoïde géant apparaît dans le paysage la nuit, Hilda lui demande qui il est et ce qu'il fait. Le géant explique qu'il attend quelqu'un depuis très longtemps mais qu'elle ne s'est jamais présentée depuis. Hilda demande au bonhomme de bois ce qu'il sait sur ces géants. En même temps, la mère d'Hilda lui propose de visiter Trollbourg, Hilda ne semble pas apprécier la visite. Finalement, le roi décide d'arrêter les attaques contre Hilda et sa mère. Cependant, le géant d'avant écrase par accident sans même le remarquer la maison de Hilda. Elles sont donc forcées à déménager à Trollbourg. |                                       |                                    |                   |
| 3 | Chapitre 3 : la parade des oiseaux    | Chapter 3: The Bird Parade         | Kenny Byrely      |
| Hilda vient de déménager à Trollbourg, mais elle n'est toujours pas intéressée par la ville. Sa mère insiste pour qu'elle visite avec elle. Sur le chemin, elle rencontre un corbeau qui parle mais il est devenu amnésique. La parade commence mais lorsque le « Grand Corbeau » est censé se présenter, il n'apparaît pas, Hilda comprend donc que le corbeau qu'elle a rencontré est ce célèbre corbeau. Hilda va donc essayer de lui rendre la mémoire. |                                       |                                    |                   |
| 4 | Chapitre 4 : Hilda chez les scouts    | Chapter 4: The Sparrow Scouts      | Stephanie Simpson |
| |                                       |                                    |                   |
| 5 | Chapitre 5 : le troll de pierre       | Chapter 5: The Troll Rock          | Kenny Byrely      |
| Hilda essaie d'aider David à capturer un bébé troll qui se balade dans l'école pendant la soirée parents-professeurs, car l'école d'Hilda a une règle stricte : "pas de trolls". Jusqu'alors, le comportement d'Hilda avait été qualifié d'"imprudent", mais cela change dans cet épisode après que son professeur ait découvert ses véritables motivations. Un troll adulte s'introduit alors dans l'école, et Hilda découvre que ce troll est la mère du bébé troll. Elle le rend à sa mère, sauvant ainsi la situation. Alors que la mère troll retourne dans la nature, elle détruit la statue de l'école, au grand chagrin du directeur de l'école.                                                                       |                                       |                                    |                   |
| 6 | Chapitre 6 : l'esprit du cauchemar    | Chapter 6: The Nightmare Spirit    | Kenny Byrely      |
| David a fait une série de cauchemars, et Hilda et Frida doivent donc aller au fond des choses. Elles découvrent que David est hanté par un esprit cauchemardesque appelé Marra, et la seule façon de le vaincre est d'affronter ses pires craintes. Tard dans la nuit, Hilda, Alfur et Frida tendent un piège à la Marra. Durant celui-ci, Hilda laisse la Marra entrer dans sa tête pendant un moment, où Hilda affronte ses propres peurs. À la fin de l'épisode, la Marra laisse David seul après avoir vaincu ses peurs, en disant qu'il n'est "plus amusant à hanter" maintenant qu'il n'est plus aussi facile à effrayer qu'avant.                                                                                       |                                       |                                    |                   |
| 7 | Chapitre 7 : le clan perdu            | Chapter 7: The Lost Clan           | Ben Joseph        |
| |                                       |                                    |                   |
| 8 | Chapitre 8 : les souris des marrées   | Chapter 8: The Tide Mice           | Stephanie Simpson |
| |                                       |                                    |                   |
| 9 | Chapitre 9 : le fantôme               | Chapter 9: The Ghost               | Kenny Byrely      |
| |                                       |                                    |                   |
| 10 | Chapitre 10 : la tempête              | Chapter 10: The Storm              | Luke Pearson      |
| |                                       |                                    |                   |
| 11 | Chapitre 11 : la cabane dans les bois | Chapter 11: The House in the Woods | Ben Joseph        |
| |                                       |                                    |                   |
| 12 | Chapitre 12 : le nisse                | Chapter 12: The Nisse              | Luke Pearson      |
| |                                       |                                    |                   |
| 13 | Chapitre 13 : le chien noir           | Chapter 13: The Black Hound        | Stephanie Simpson |
| |                                       |                                    |                   |

### Saison 2 (2020)
| N° | Titre                                           | Titre original                                     | Ecriture                         |
| -- | ----------------------------------------------- | -------------------------------------------------- | -------------------------------- |
| 1  | Chapitre 1 : Le cercle des trolls               | "Chapter 1: The Troll Circle" (Part 1)             | Stephanie Simpson                |
| 2  | Chapitre 2 : Les Draugen                        | "Chapter 2: The Draugen" (Part 2)                  | Ben Joseph                       |
| 3  | Chapitre 3 : La sorcière                        | "Chapter 3: The Witch"                             | Stephanie Simpson & Luke Pearson |
| 4  | Chapitre 4 : Les guerriers éternels             | "Chapter 4: The Eternal Warriors"                  | Kenny Byerly                     |
| 5  | Chapitre 5 : Le moulin à vent                   | "Chapter 5: The Windmill"                          | Luke Pearson                     |
| 6  | Chapitre 6 : Les vieilles cloches de Trollbourg | "Chapter 6: The Old Bells of Trolberg"             | Bryan Korn & Gabe Pulliam        |
| 7  | Chapitre 7 : La bête de l'Ile Chaudron          | "Chapter 7: The Beast of Cauldron Island" (Part 1) | Tim McKeon                       |
| 8  | Chapitre 8 : La nuit de 50 ans                  | "Chapter 8: The Fifty Year Night" (Part 2)         | Kenny Byerly                     |
| 9  | Chapitre 9 : Le renard-cerf                     | "Chapter 9: The Deerfox"                           | Luke Pearson                     |
| 10 | Chapitre 10 : Les 13 lutins                     | "Chapter 10: The Yule Lads"                        | Todd Casey                       |
| 11 | Chapitre 11 : L'incident des Jorts              | "Chapter 11: The Jorts Incident"                   | Emily Brundige                   |
| 12 | Chapitre 12 : Le remplacement                   | "Chapter 12: The Replacement"                      | Todd Casey                       |
| 13 | Chapitre 13 : La forêt de pierres               | "Chapter 13: The Stone Forest"                     | Stephanie Simpson                |

### Saison 3 (2023)
| N° | Titre                              | Titre original                   | Ecriture                 |
| -- | ---------------------------------- | -------------------------------- | ------------------------ |
| 1  | Chapitre 1 : le train pour Tofoten | Chapter 1 : The Train to Tofoten | Luke Pearson             |
| 2  | Chapitre 2 : le tertre des fées    | Chapter 2 : The Fairy Mound      | Luke Pearson             |
| 3  | Chapitre 3 : le tueur de géants    | Chapter 3 : The Giantslayer      | Ben Greene               |
| 4  | Chapitre 4 : le triton rieur       | Chapter 4 : The Laughing merman  | Ben Joseph & Che Grayson |
| 5  | Chapitre 5 : le boulot             | Chapter 5 : The Job              | Stephanie Simpson        |
| 6  | Chapitre 6 : le lac oublié         | Chapter 6 : The Forgotten Lake   | Stephanie Simpson        |
| 7  | Chapitre 7 : d'étranges fréquences | Chapter 7 : Strange Frequencies  | Emilie Brundige          |
| 8  | Chapitre 8 : l'Île des fées        | Chapter 8 : The Fairy Isle       | Luke Pearson             |

## Production
Le développement de la série a d'abord été brièvement mentionné le 15 juin 2016 dans Le New Yorker, mentionnant la planification par Netflix de "douze épisodes animés, fondés sur les quatre premiers livres, pour le début de 2018."
Le 21 juin 2016, sur le blog officiel de Nobrow Press, Luke Pearson et le cofondateur Sam Arthur, ont annoncé que Silvergate Media participerait à la production en série.

## Diffusion
Les deux premiers épisodes ont fait l'objet d'une première mondiale à l'occasion du New York International children's Film Festival le 25 février 2018.
La série a été diffusée en exclusivité sur Netflix le 21 septembre 2018.

## Réception

### Accueil critique
Comme pour la bande dessinée, Hilda a reçu un accueil très chaleureux de la critique et des fans, pour son écriture, les personnages, l'animation et les performances vocales. 
Emily Ashby de Common Sense Media a accordé à la série quatre étoiles (sur cinq), indiquant que le personnage de Hilda « est le plus grand atout de la série, mais qu'elle bénéficie également de curieux personnages, de l'adéquation exceptionnelle entre la narration et l'animation, et d'un monde de fantaisie attachant. » Allison Keene de Collider a accordé la même note en précisant : « Indépendamment de son âge, Hilda invite le téléspectateur à la rejoindre dans le mystère et le frisson de l'aventure, et à trouver la magie dans la profusion de ces créatures et certaines de leurs curieuses habitudes. Si Hilda doit grandir et accepter la vie en ville, elle ne doit pas pour autant mettre de côté son émerveillement enfantin, et nous ne le devons pas davantage. »